# 음력 4월 22일
음력 4월 22일은 음력 4월의 22번째 날이다.

## 사건
- 1592년 - 임진왜란: 곽재우가 경상도 의령군에서 의병을 일으키다.
- 2015년 - 메르스 유행: 대한민국, 메르스 확진 판정을 받고 대전의 한 병원에서 격리돼 치료를 받던 84번 환자가 사망했다. 이로써 사망자는 6명으로 늘었다.

## 문화
- 1984년 - 서울 지하철 2호선 전 구간 개통.

## 탄생
- 1886년 - 대한민국의 독립운동가 여운형.
- 1990년
  - 대한민국의 가수 김보경.
  - 영국의 가수 토머스 생스터.

## 같이 보기
- 음력 360일: 1월 2월 3월 4월 5월 6월 7월 8월 9월 10월 11월 12월
- 전날:4월 21일 다음날:4월 23일 - 전달:3월 22일 다음달:5월 22일
- 양력:4월 22일
- 음력, 윤달